# Cithaerias pellucida
Cithaerias pellucida är en fjärilsart som beskrevs av Butler 1866. Cithaerias pellucida ingår i släktet Cithaerias och familjen praktfjärilar. Inga underarter finns listade i Catalogue of Life.